# Eduard Bornemann
Eduard Bornemann (* 14. Juni 1894 in Frankfurt am Main; † 3. Mai 1976) war ein deutscher Altphilologe und Hochschullehrer für die Didaktik des Lateinischen und Griechischen an der Johann Wolfgang Goethe-Universität in Frankfurt am Main. Er wurde vor allem als Verfasser des „Lateinischen Unterrichtswerkes“ bekannt sowie – zusammen mit Ernst Risch – der Griechischen Grammatik.

## Leben
Eduard Bornemann, das älteste von sieben Kindern eines Stadtamtmannes in Frankfurt am Main, besuchte das von Karl Reinhardt geleitete Goethe-Gymnasium, wo er Ostern 1913 das Abitur ablegte. Er studierte in Gießen, Göttingen und Frankfurt am Main. Aufgrund des Ersten Weltkrieges, an dem er als Sanitätsunteroffizier teilnahm, musste er sein Studium für vier Jahre unterbrechen.
Im Frühjahr 1920 legte er das Abschlussexamen in Latein, Griechisch, Geschichte, Turnen und Schwimmen ab. Seine pädagogische Ausbildung absolvierte er 1921 am Goethe-Gymnasium für die Fächer Latein, Griechisch und Geschichte. Später erwarb der geübte Bergsteiger und Skifahrer auch noch die Lehrbefähigung für den Turnunterricht.
Nach einigen Jahren als Studienassessor am Goethe-Gymnasium – außer einer halbjährigen Tätigkeit am Gymnasium zu Oberlahnstein im Sommer 1925 – wechselte er Ostern 1926 an das humanistische Lessing-Gymnasium in Frankfurt am Main, wo er bereits im Winter 1923/24 Turnunterricht erteilt hatte. Dort wurde er im Herbst 1927 Studienrat und 1942 Oberstudienrat. Am Lessing-Gymnasium, das auf die 1520 gegründete städtische Lateinschule zurückgeht, wirkte er bis zu seiner Pensionierung im Jahre 1960.
1923 an der Johann Wolfgang Goethe-Universität promoviert, wurde er 1954 an dieser Universität zum Honorarprofessor für die Didaktik der lateinischen und griechischen Sprache ernannt. Bereits seit 1923 hielt er auch Lehrveranstaltungen an der Johann Wolfgang Goethe-Universität, die er – abgesehen von einer Unterbrechung während der Zeit des Nationalsozialismus – bis zum Wintersemester 1975/76 fortführte.

## Werk
Als Vorsitzender des Deutschen Altphilologenverbandes vertrat er nach dem Zweiten Weltkrieg in einer Zeit des Umbruchs die alten Sprachen. Sein kurzer Artikel „Latein oder Englisch? Eine pädagogische Besinnung über die sprachliche Grundbildung“ gilt als wegweisend.
Seine Hauptarbeit galt dem Frankfurter Lessing-Gymnasium, das er gegen Ende des Krieges, als die Schule in den Westerwald evakuiert worden war, zeitweise leitete. Ein Verfahren, das ihm seine freimütigen und kritischen Äußerungen gegen den Nationalsozialismus in seinem Unterricht eingebracht hatte, überstand er.
Er erarbeitete eine speziell auf die Bedürfnisse deutscher Muttersprachler zugeschnittene Lehrmethode für den Lateinunterricht, in der er stets bestrebt war, „auf der Grundlage wissenschaftlicher Zuverlässigkeit didaktische Eingängigkeit obenan zu setzen“. Nach dem Zweiten Weltkrieg erschien sein „Lateinisches Unterrichtswerk“ in der Urausgabe 1947 und 1948 im Frankfurter Hirschgraben-Verlag zunächst in zwei Bänden; der erste Band war für die Sexta (5. Klasse), der zweite für die Quinta und Quarta (6. u. 7. Klasse) vorgesehen. 1952 wurde eine gleichfalls zweibändige Neubearbeitung veröffentlicht und 1954 erschien eine erheblich gekürzte, einbändige B-Ausgabe für Latein als dritte Fremdsprache ab der Obertertia (9. Klasse).
1959 folgte eine zweibändige C-Ausgabe für Latein als zweite Fremdsprache ab der Quarta (7. Klasse). 1964 überarbeitete er das Grundwerk für Latein als erste Fremdsprache in Zusammenarbeit mit seinem früheren Schüler und damaligen Kollegen am Lessing-Gymnasium, Sydney Smith, und veröffentlichte es in nunmehr drei Bänden, die für drei bis dreieinhalb Schuljahre gedacht waren, als A-Ausgabe.
Hinzu kamen eine „Lateinische Sprachlehre“, die zur A-Ausgabe gehört, sowie eine stark gekürzte „Kurzgefaßte lateinische Sprachlehre“ für die B- und C-Ausgabe. In fast allen alten Bundesländern haben Tausende von Schülern über Jahrzehnte das „Lateinische Unterrichtswerk“ genutzt. Heute wird vor allem die B-Ausgabe in Latinumskursen an Universitäten eingesetzt.
Es ist eine Besonderheit der Ausgabe A des „Lateinischen Unterrichtswerkes“, dass alle darin enthaltenen lateinischen Sätze entweder originalen Texten der Antike entnommen oder am Thesaurus Linguae Latinae sowie am Forcellini sprachlich überprüft wurden. Eine neue Auflage wurde so überarbeitet, dass sie auch für Migrantenkinder, deren Deutsch zu Beginn der 5. Klasse noch fehlerhaft ist, geeignet ist.
Aus der anfänglichen Überarbeitung der von Adolf Kaegi verfassten „Kurzgefaßten griechischen Grammatik“ wurde eine ebenso für die Schule wie für den Universitätsunterricht nutzbare Grammatik des Altgriechischen, die er zusammen mit Ernst Risch veröffentlichte. Außerdem edierte und kommentierte er zahlreiche Lektüreausgaben lateinischer und griechischer Klassiker für den Schulunterricht; von diesen ist zurzeit wohl nur noch seine umfassend aufbereitete Ausgabe des „Bellum Helveticum“ aus Caesars „Bellum Gallicum“ (Buch I, Kap. 1–29) in Gebrauch, die Teil der B-Ausgabe des „Lateinischen Unterrichtswerkes“ ist.
Von Bornemann stammt auch eine ins Lateinische übersetzte Ausgabe des Struwwelpeter von Heinrich Hoffmann. Schulische Vielfalt hielt er für zeitgemäß; als Humanist fürchtete er allerdings „den Würgegriff dummer Ideologen“. Als Lehrer war er überaus beliebt und verstand es, seinen Schülern mit großem Enthusiasmus Begeisterung für die alten Sprachen zu vermitteln. Ihnen „war er – sit venia verbo– ein väterlicher Freund, in seinen Stunden wurde nicht selten herzlich gelacht“.

## Ehrungen
- 1960: Goethe-Plakette des Landes Hessen[9]